# Holyoke Merry-Go-Round

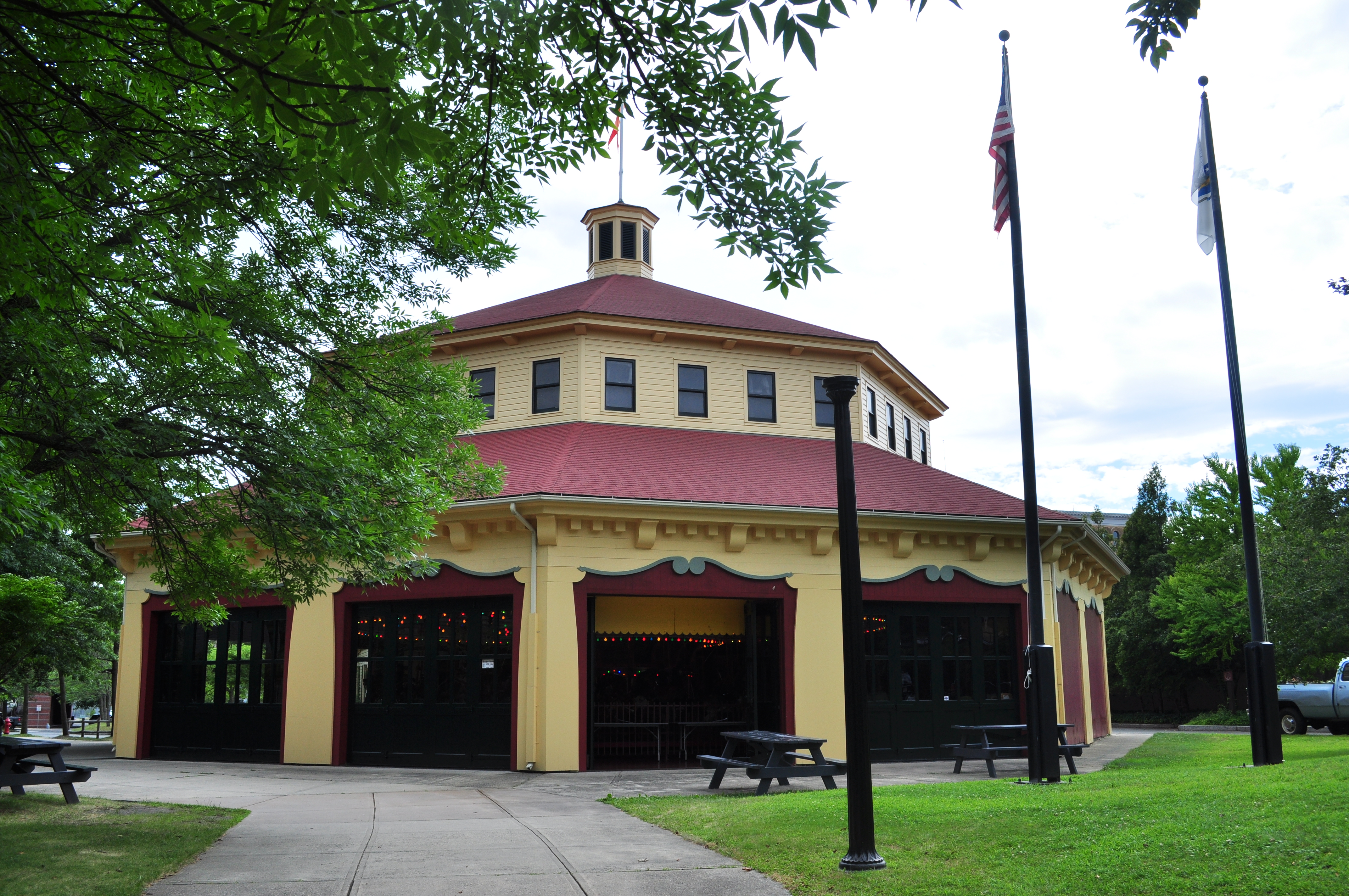
Holyoke Merry-Go Round Karussell

Das Holyoke Merry-Go-Round (PTC #80) ist ein historisches Karussell in Holyoke, Massachusetts. Ursprünglich war das Karussell eines der Fahrgeschäfte im städtischen Mountain Park. Nach der Schließung des Parks 1987, wurde es durch eine freiwillige Initiative erworben, restauriert und 1993 in einem neuen Gebäude wiedereröffnet, welches nach den Maßen seines ursprünglichen Pavillons im Holyoke Heritage State Park errichtet wurde. Das Karussell ist eines von etwa 30 erhaltenen Karussells der Firma Philadelphia Toboggan Coasters.

## Geschichte
1929 führte Louis Pellissier die Holyoke Street Railway Company und betrieb zusätzlich den Mountain Park, einen Freizeitpark am Hang des Mount Tom. Trotz der einsetzenden Weltwirtschaftskrise konnte Pellissier seinen Park erweitern und führte ihn durch die schwierigen Zeiten.

### Erwerbung des Karussells
Eines der neuen Fahrgeschäfte des Parks war eine Achterbahn der Philadelphia Toboggan Company in Pennsylvania. Zu der Zeit war es üblich, das PTC eines seiner Karussells als Zugabe (throw in) beim Erwerb einer Achterbahn vergab. So geschah es auch im Mountain Park.

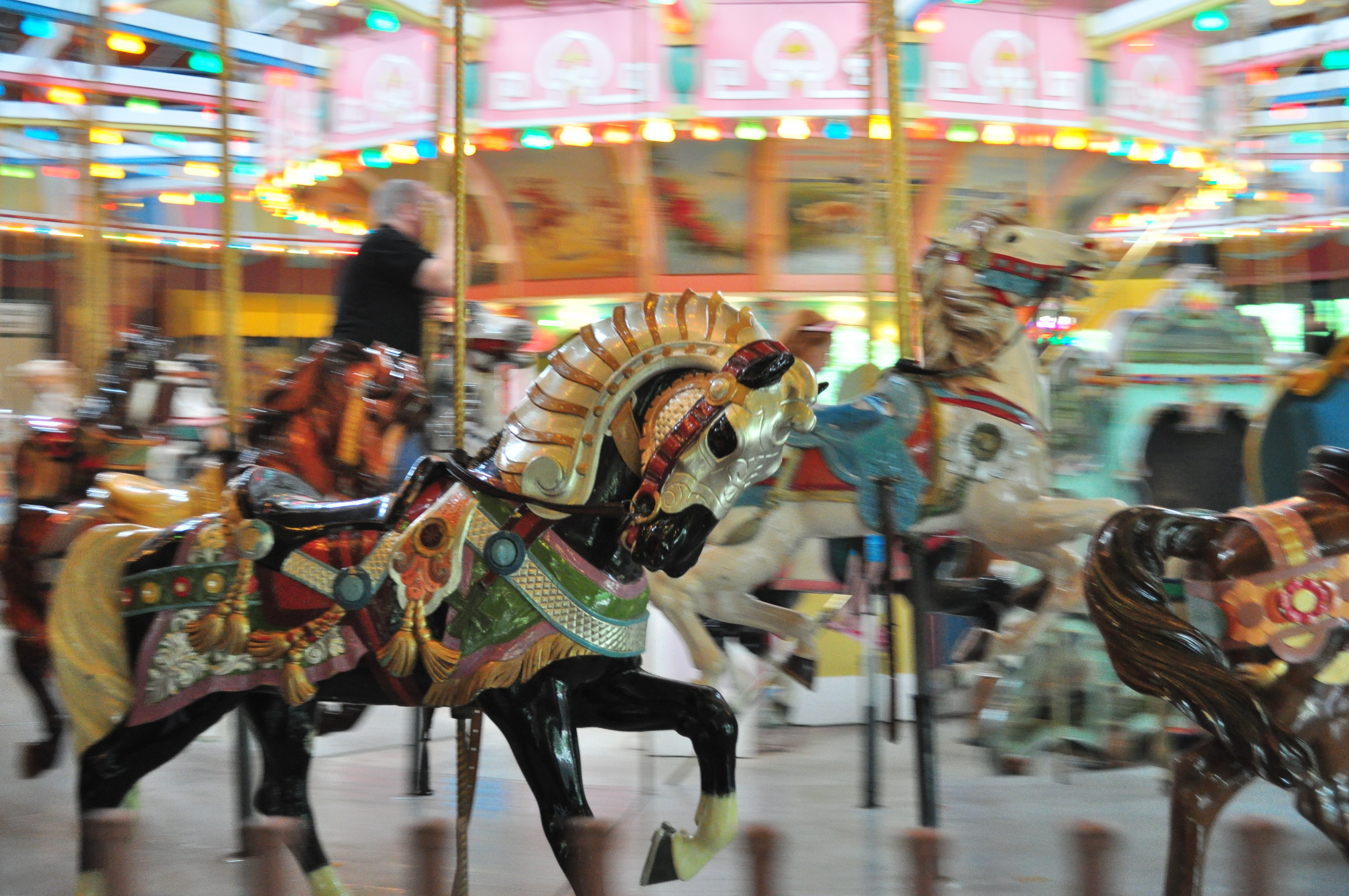
Gepanzertes Schlachtross im Holyoke-Karussell.

Die Philadelphia Toboggan Company hatte deutsche und italienische Handwerker angestellt um die Holz-Karussells zu bauen. Daniel Muller, Frank Carretta und John Zalar waren einige der Männer, die an den Fahrgeschäften im Mountain Park arbeiteten. PTC stellte zu dieser Zeit an und für sich bereits keine Karussells mehr her. Die Firma spezialisierte sich auf Achterbahnen. Eine Besonderheit der Firma war eine Schnitzmaschine (carving jig). Der Schnitz-Meister konnte damit einen einzelnen Pferdekopf gestalten und ein Assistent konnte mit der Schnitzmaschine exakte Repliken mit der Maschine herstellen. 1929 hatte PTC daher ein ganzes Lager an Karussellpferden.

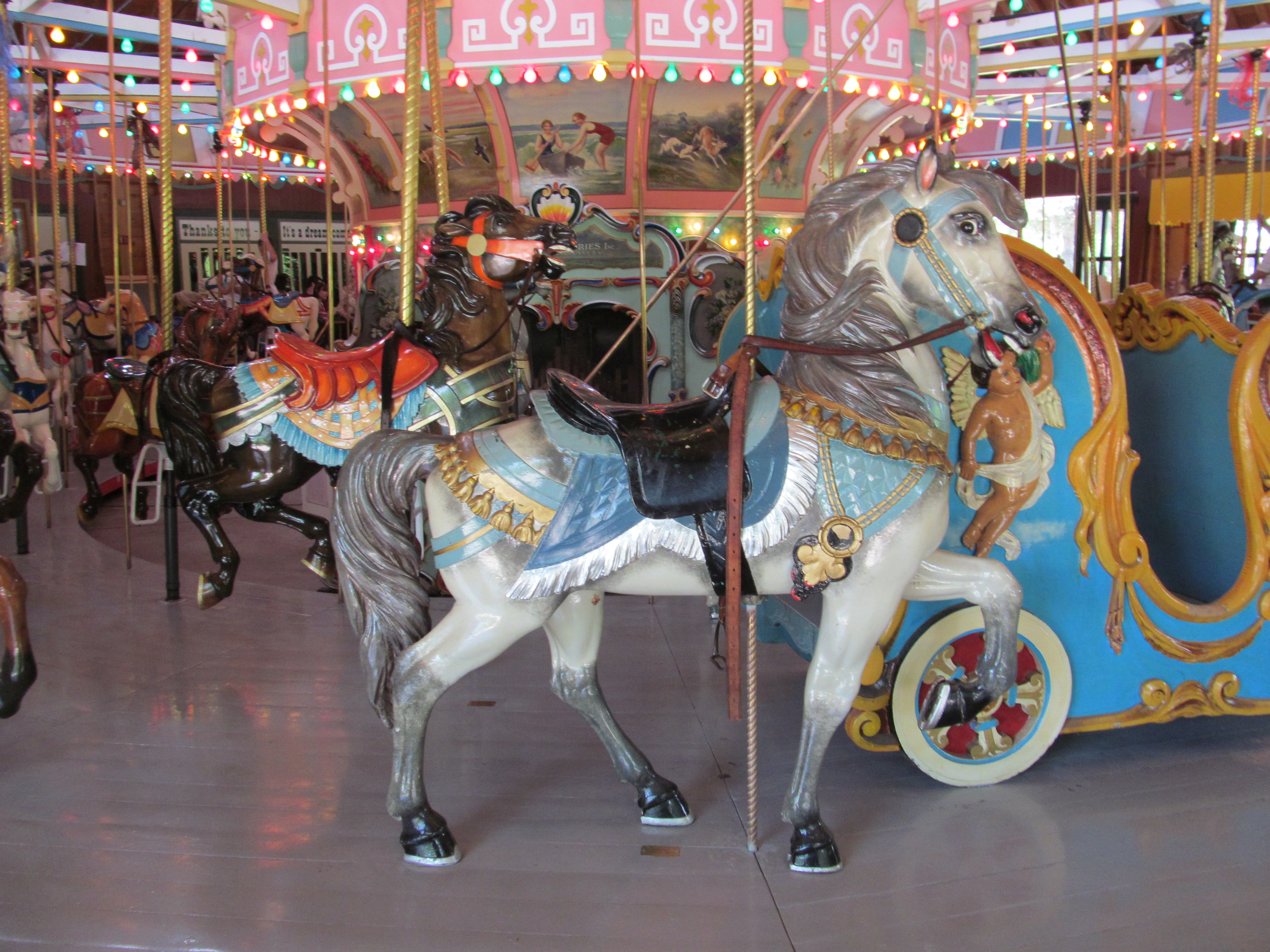
Holyoke Merry-Go-Round horses

Das Karussell in Mountain Park wurde wahrscheinlich 1927 gefertigt. Ursprünglich war es für einen anderen Park angefertigt, aber niemals ausgeliefert worden. So wurde es stattdessen zu Pellissier verfrachtet. Pellissier bat zunächst noch um Aufschub, bevor das Karussell zugestellt wurde, weil er zunächst den vorgesehenen Pavillon vorbereiten wollte. Er baute nämlich eines der ältesten Gebäude im Park um. Der Pavillon wurde zu der Zeit als Arkade (mit Spielautomaten) genutzt. Es war ursprünglich ein Tanzsaal gewesen und aus stabilem Holzfachwerk gebaut. Die Balken waren 45 cm dick (1½ ft) und 12,19 m (40 ft) lang. Eine Stahlkonstruktion stabilisierte das Holz. Das Gebäude hatte eine Holzverschalung und überlebte zwei Hurrikane. Große Beton-Füße wurden gegossen um den Mittelpfeiler und die Stützen zu tragen.
Das Karussell mit der Konstruktionsnummer PTC #80 wurde für die Saison 1929 fertiggestellt. Es war Ersatz für ein kleines Karussell, welches bis dahin am Nordende des Parks gelaufen war. Die zahlreichen launigen Szenendarstellungen und Rundungsbretter waren mit Bildern von Schweizer Schlössern und Seeschlachten, von Cowboys und Autos bemalt. Die meisten davon waren wohl von Carretta bemalt worden. Das Karussell hatte 48 Pferde. Sechzehn davon, am Rand der Plattform mit dem Durchmesser von 14,63 m (48 ft), war „Standers“, fixierte Reitpferde. Sie waren die „show“-Pferde, die größten und am schönsten ausgearbeiteten. Die beiden inneren Reihen hatten kleiner werdende „jumpers“, die nicht so detailreich gearbeitet waren. Es gab auch zwei „chariots“, Kutschen aus dem Bestand von PTC, welche aus zweibrettigen Bänken bestanden. Gegenüber von jeder Kutsche auf der Innenseite der Plattform waren zwei kleine Stander angebracht.

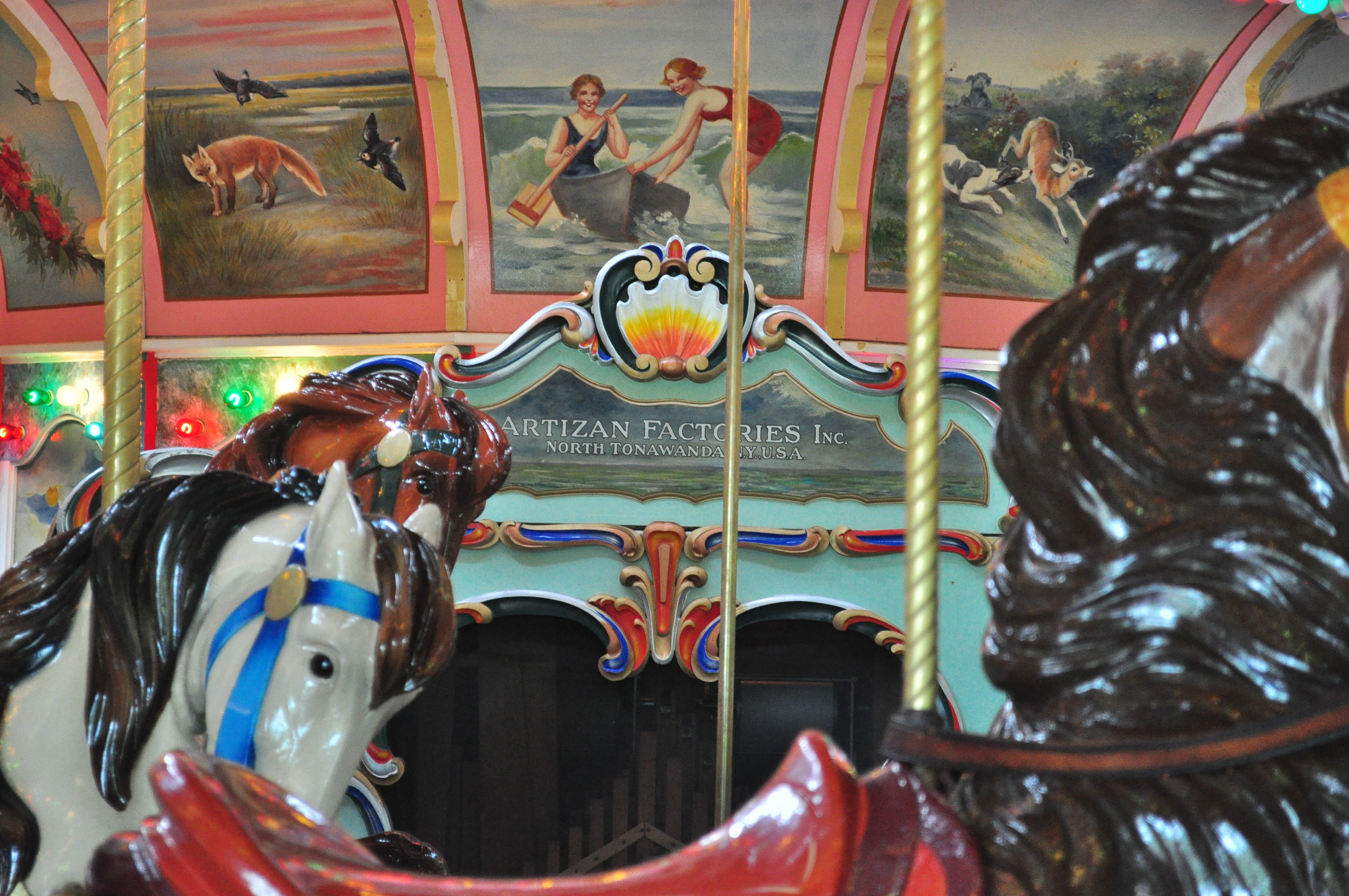
Orgel im Karussell.

Pellissier erwarb auch eine Jahrmarktsorgel (band organ) für das Karussell. Sie wurde von Artizan Factories aus North Tonawanda, New York, gebaut. Das Modell trägt die Bezeichnung „Artizan C-2“. Mit dem Einsatz von Notenlochbändern wie in einem Player Piano, spielte die Orgel fröhliche Melodien, die im ganzen Parkt zu hören waren. Die Papierrollen wurden später durch Wurlitzer 150-Rollen ersetzt.
Die Familie Collins erwarb den Park von Pellissier 1953. Das Karussell blieb das Highlight des Parks. Ein Mikrophon wurde innerhalb der Orgel platziert und die Musik wurde über Lautsprecher entlang des Hauptweges in den ganzen Park übertragen. Der Klang der Orgel signalisierte den Tagesbeginn im Park und das Verstummen fiel mit der Schließung des Parks abends zusammen.

### Schließung des Mountain Park
Mountain Park wurde 1987 endgültig geschlossen. Alle Fahrgeschäfte bis auf das Karussell wurden verkauft. John J. Collins, Jr., der damalige Eigentümer, erhielt Angebote von bis zu $1 Mio. für das Karussell sogar aus China. Aber John Hickey, der Leiter der Holyoke Water Power Company trat ebenfalls an Collins heran. Er wollte das Karussell für die Stadt erhalten. Collins setzte einen Preis von $850.000 fest und gab Hickey ein Jahr Zeit das Geld aufzubringen.

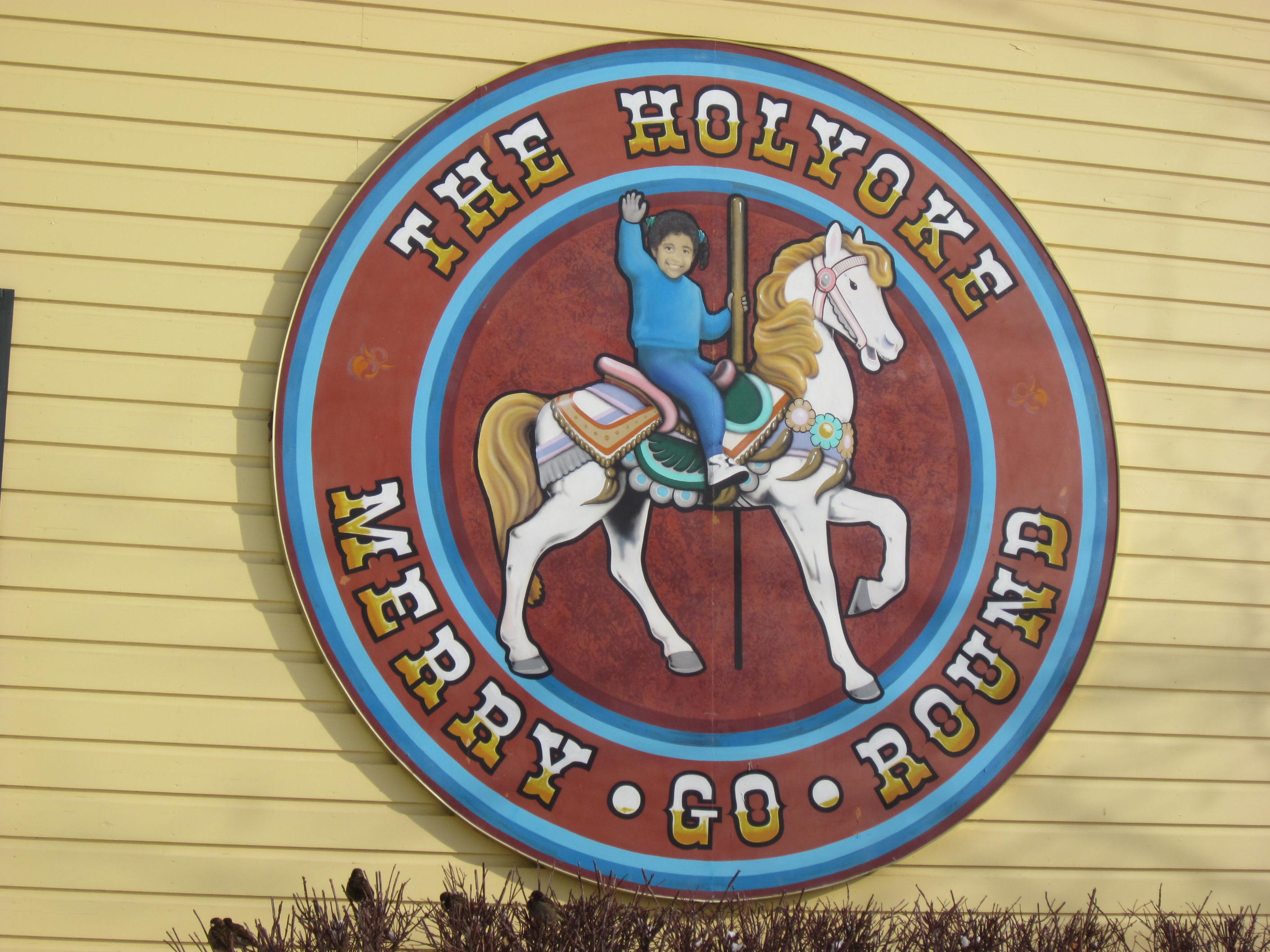
Schild des 'Holyoke Merry-Go-Round'.

Hickey fand Unterstützung bei Angela und Joe Wright, die schon viel Ehrenamtsarbeit in Holyoke geleistet hatten. Sie organisierten einen „last ride day“ im Park. Mehr als dreitausend Menschen kamen und bezahlten jeweils einen Dollar pro Runde für Karussellfahrten zum letzten Mal an dessen ursprünglichem Platz. Die Community entwickelte nie dagewesene Großzügigkeit. Schulkinder in Holyoke brachten innerhalb von zwei Wochen $32.000 aus Keks- und Süßigkeiten-Verkäufen von Haus zu Haus auf. Örtliche Künstler veranstalteten ein Benefizkonzert. Menschen aus dem ganzen Land begannen Spenden zu schicken. Auch lokale Firmen leisteten Beiträge. Hickey konnte die Deadline von Collins einhalten und erwarb das Karussell.
James Curran, ein örtlicher Bauunternehmer, zerlegte das Karussell und lagerte es ein, bis ein neues Gebäude gebaut werden konnte. In dieser Zeit erneuerte eine Crew aus Freiwilligen die Bemalung. Hickey selbst brachte jedes der Pferde in sein Haus und bemalte persönlich jedes einzelne. Zu gleicher Zeit entwarf der örtliche Architekt Timothy Murphy das neue Gebäude (home) für das Karussell. Der Plan war zuerst, den originalen Pavillon zu erhalten. Aber diese Option war viel zu teuer. Stattdessen schuf Murphy ein größeres Gebäude, welches dem Originals glich.

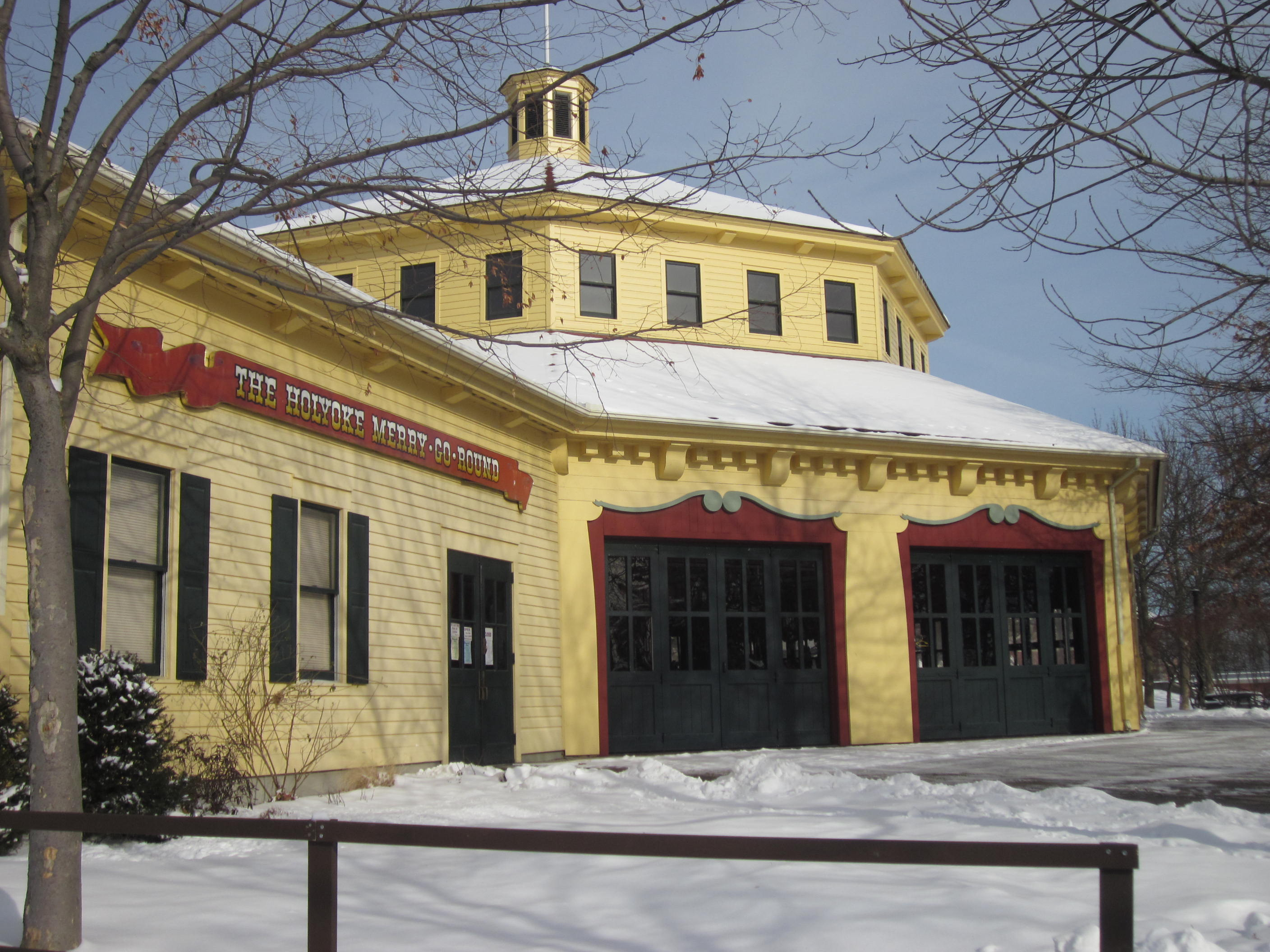
Holyoke Merry-Go-Round im Winter

1993 wurde das Gebäude im Holyoke Heritage State Park errichtet. Die Einweihungsrunde wurde am 7. Dezember 1993 mit einer Party für das Holyoke Hospital begangen. Plaketten unter jedem Pferd würdigen Spender. Das gepanzerte Streitross (lead horse) wurde den Schulkindern von Holyoke gewidmet. Offiziell wurde das Karussell am 11. Dezember 1993 eröffnet. Im Verlauf seines ersten Jahres wurden mehr als 70.000 Runden gefahren. Es ist weiterhin ein Anziehungspunkt für Kinder und Erwachsene und ist ein Modellprojekt für erfolgreiche Erhaltungsprojekte von Ortsgemeinschaften (community preservation efforts) geworden.

## Öffnungszeiten
Im Schuljahr (September bis Juni) ist das Holyoke Merry-Go-Round an Wochenenden geöffnet. Der Pavillon kann auch für private Veranstaltungen gemietet werden.